# Rolf Rasmussen
 Der er for få eller ingen kildehenvisninger i denne artikel, hvilket er et problem. Du kan hjælpe ved at angive troværdige kilder til de påstande, som fremføres i artiklen.

Rolf Alexander Rasmussen (født 24. juli 1973) er en dansk politiker, skuespiller og radiovært. Han har arbejdet som dj siden 1989 og arbejder lige nu også som radiovært på PopFM og Radio 100. Derudover har han haft roller og statistroller i en række danske film og serier.
Rolf Rasmussen er desuden byrådsmedlem og medlem af børneudvalget for Venstre i Holbæk Kommune i perioden 2014-2017.

## Filmografi
- De 7 drab (2009)
- Forbrydelsen 2 (2009)
- Julefrokosten (2009)
- Lulu & Leon (2009)
- Telia Stofa Commercial (2009)
- Flugten (2009)
- Livvagterne (2009)
- Maj & Charly (2009)
- Flygtningen 2008 (2008)
- Kandidaten (2008)
- Blå Mænd (2008)
- Maj & Charly (2009)
- Anna Pihl (2009)
- Kærlighed på film (2007)
- Forbrydelsen (2007)
- Ledsaget udgang (2006)
- Anja og Viktor - Brændende kærlighed (2007)
- Fidibus (2006)
- Klovn - Rosé-forbandelsen (2006)
- Anna Pihl (2006)
- Zulu bingo (2004)